# UB-126号潜艇
陛下之UB-126号艇是德意志帝国海军于第一次世界大战期间建造的其中一艘UB-III型近岸潜艇或称U艇。它由不来梅的威悉船厂承建，于1918年3月12日新船下水，至同年4月20日交付使用。其全长55.85米，水面及水下排水量分别为512吨和643吨，艇载武器则包括五具500毫米鱼雷发射管以及一门105毫米口径甲板炮。UB-126号入役后曾被部署至驻埃姆登的第三区舰队，并参与了大西洋潜艇战。在三次巡逻期间，该艇合共击沉2艘协约国或中立国商船，容积总吨累计为3078吨。战后，根据对德停战协定的要求，UB-126号于1918年11月24日被引渡至英国哈维奇正式向协约国投降，继而移交法国，至1921年在土伦拆解报废。

## 设计
UB-126号是不来梅威悉船厂承建的UB-III型第三批次（UB-118至UB-132号）的九号艇，由德意志帝国海军潜艇监察局于1917年2月8日订购、同年7月25日动工，至1918年3月12日下水。其全长55.85米，舷宽5.80米。艇体采用双壳体结构，水面及水下排水量分别为512吨和643吨，浮起时的吃水深度为3.72米。由于无需像UC-II型艇那样提供水雷布设装置，设计工程师对潜艇舷弧进行了优化，增大了司令塔体积，配备两具潜望镜，司令塔与控制室之间增加一道水密舱壁。这些改进显著提高了潜艇的水下机动性和生存力。为了达到更高的航速，UB-126号采用两台科尔庭六缸四冲程525匹公制馬力（386千瓦特）柴油机用于水面运行，以及两台394匹公制馬力（290千瓦特）的西门子-舒克特电动发电机用于水下航行；水面最高航速13.9節（25.7每小時），水下7.6節（14.1每小時）；能够在水面以6節（11每小時）航速续航7,280海里（13,480），或以4節（7.4每小時）连续在水下航行50海里（93）而无需充电。
UB-126号的主武器为五具500毫米艇艏鱼雷发射管，其中艇艏四具采用层叠式布局分居两侧、艇艉一具，并可搭载合共10枚G6型鱼雷。辅助武器则是一门88毫米30倍径速射炮。其标准船员编制为3名军官加31名水兵。

## 服役历史
1918年4月20日，UB-126号在曾历任UB-33、UC-60和UB-38号艇长的海军中尉瓦尔德马尔·冯·费舍尔的指挥下正式入役，随即展开海试。完成海试后，该艇于6月30日被编入驻埃姆登的第三区舰队，并参与了大西洋潜艇战，足迹遍及圣乔治海峡、彼得黑德与圣基尔达岛周边以及爱尔兰海。在三次巡逻期间，该艇合共击沉2艘协约国或中立国商船，容积总吨累计为3078吨。其中，1452总吨的瑞典煤船马娅号（Maja）是从格拉斯哥前往罗什福尔的途中，于10月11日在阿德格拉斯以东约15海里（28）遭鱼雷击沉，并造成9人罹难。一天后，从卡斯特罗-乌尔迪亚莱斯运送铁矿石前往阿德罗森的挪威货轮莱拉号（Laila，1626总吨）则是在距加洛韦角西北约6.5海里（12.0）处以同样的方式被击沉，并造成17人死亡。战后，根据对德停战协定的要求，UB-126号于1918年11月24日被引渡至英国哈维奇正式向协约国投降，继而移交法国。在用作广泛的水下爆炸试验之后，该艇最终于1921年7月在土伦拆解报废。

## 袭击历史摘要
| 日期           | 船名   | 船籍 | 吨位 | 结局 |
| -------------- | ------ | ---- | ---- | ---- |
| 1918年10月11日 | 马娅号 | 瑞典 | 1452 | 击沉 |
| 1918年10月12日 | 莱拉号 | 挪威 | 1626 | 击沉 |

## 脚注
1. ↑  Rössler，第55頁.
2. 1 2  Helgason, Guðmundur. . German and Austrian U-boats of World War I - Kaiserliche Marine - Uboat.net.   [2009-02-13].
3. 1 2 3 4  Gröner 1991，第25-30頁.
4. 1 2  Helgason, Guðmundur. . German and Austrian U-boats of World War I - Kaiserliche Marine - Uboat.net.   [2015-03-11].
5. ↑  陈进，第239頁.
6. ↑  NARS，第59頁.
7. 1 2  Helgason, Guðmundur. . German and Austrian U-boats of World War I - Kaiserliche Marine - Uboat.net.   [2015-03-11].
8. ↑  Helgason, Guðmundur. . German and Austrian U-boats of World War I - Kaiserliche Marine - Uboat.net.   [2022-06-15].
9. ↑  Helgason, Guðmundur. . German and Austrian U-boats of World War I - Kaiserliche Marine - Uboat.net.   [2022-06-15].